# Center Moriches
Center Moriches es un lugar designado por el censo ubicado en el condado de Suffolk en el estado estadounidense de Nueva York. En el año 2000 tenía una población de 6,655 habitantes y una densidad poblacional de 512 personas por km².

## Geografía
Según la Oficina del Censo, la ciudad tiene un área total de 14,1 km² (5,4 mi²), de la cual 14 km² (5,4 mi²) es tierra y 1,1 km² (0,4 mi²) (40.52%) es agua.

## Demografía
Según la Oficina del Censo en 2000 los ingresos medios por hogar en la localidad eran de $61,957, y los ingresos medios por familia eran $63,986. Los hombres tenían unos ingresos medios de $48,362 frente a los $33,661 para las mujeres. La renta per cápita para la localidad era de $23,084. Alrededor del 6.5% de la población estaban por debajo del umbral de pobreza.